# Marco Enrico Bossi

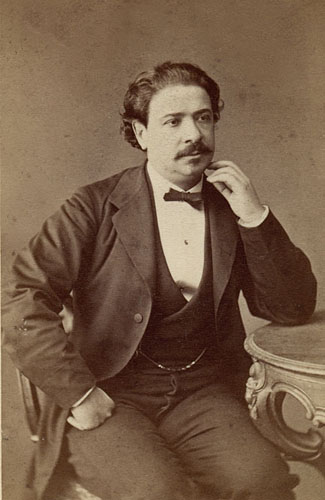
Marco Bossi, 1906.

Marco Enrico Bossi, född 25 april 1861 i Salò vid Gardasjön i Italien, död 20 februari 1925 på Atlanten, var en italiensk kompositör och organist.
Marco Enrico Bossi kom från en släkt med organisttraditioner och fick tidigt en god träning av sin far, Pieto Bossi. 
Han studerade först vid Liceo Musicale i Bologna och mellan åren 1871 och 1873 vid konservatoriet i Milano (Conservatorio Giuseppe Verdi) under Polibio Fumagalli (orgel), Francesco Sangalli (piano) samt Carlo Boniforti, Cesare Dominiceti och Amilcare Ponchielli (komposition).
Från 1879 till 1881 bodde han i London och försörjde sig som orgelvirtuos.
Han arbetade som organist och körledare vid katedralen i Como mellan åren 1881 och 1889. Där skapade han sig ett gott renommé som en av sin tids bästa organister. Han arbetade också som lärare i harmoni- och orgellära vid flera olika konservatorier i Italien. 
1895-1902 ledde han Liceo Benedetto Marcello i Venedig, därefter till 1912 Liceo musicale i Bologna. Mellan åren 1916 till 1923 ledde han Liceo musicale di Santa Cecilia i Rom.
Bossis instrumental- och orgelverk var hans mest succéfulla och respekterade kompositioner. Som kompositör framlade han en dramatisk smak och kapacitet för former som tonpoesi. Ett exempel på sådant verk är "Il paradiso perduto" från 1903, ett koralverk representerar kaos med formlösa rytmer och starka intervaller. Han skrev även 18903 men flitigt använd orgelskola. 
Bossi komponerade två operor (Paquita, 1881 och Il veggente, 1890)
Bossi åtnjöt ett högt anseende som orgelvirtuos och besökte som sådan Sverige 1922. Han avled ombord på den franska oceanångaren "De Grasse" den 20 februari 1925 på hemresa över Atlanten från New York till Le Havre.